# Vlag van Roodhuis

Vlag van Roodhuis

De vlag van Roodhuis is de dorpsvlag van het Nederlandse dorp Roodhuis, in de Friese gemeente Súdwest-Fryslân. De vlag werd in 1999 aangenomen en in 2001 geregistreerd. Het ontwerp van de vlag is van de hand van J.C. Terluin en R.J. Broersma.

## Beschrijving
De beschrijving van de vlag is als volgt:
Wit met een blauw kruis, waarvan de verticale balk op 2/3 vlaglengte aangebracht is en de armen een dikte hebben van 1/3 vlaghoogte, en een rode broekingsdriehoek, waarvan de top op het midden van de vlag ligt.
De kleuren zijn afkomstig van het dorpswapen.

## Symboliek
- Blauw kruis: duidt op geschiedenis van het dorp als een rooms-katholieke enclave.[3]
- Rode broekingsdriehoek: staat voor het rode dak uit de plaatsnaam.[3]

## Zie ook

Wapen van Roodhuis